# Пелусо, Нати
Наталия Беатрис Дора Пелусо (исп.  Nathalia Beatriz Dora Peluso; родилась 12 января 1995 г.), известна под сценическим псевдонимом  Нати Пелусо (исп. Nathy Peluso) — аргентинская исполнительница, автор песен и продюсер, проживающая и работающая в Барселоне..

## Ранние годы и образование
Нати Пелусо родилась в 1995 в Аргентине. Выросла в квартале Сааведра в Буэнос-Айресе, слушая музыку таких выдающихся американских исполнителей середины XX века, как Элла Фицджеральд и Рэй Чарльз, а также таких величайших представителей музыкального фольклора, как Жоао Жилберту, Рэй Барретто Серу Хиран и Атауальпа Юпанки. В 2004 вместе с семьей эмигрировала в Испанию. Первоначально проживала в Аликанте, затем переехала в Мурсию, где она начала учиться аудиовизуальной коммуникации, которую вскоре забросила. Затем она решила переехать в Мадрид и изучать «Физический театр» (Teatro Físico) в университете Университете имени Короля Хуана Карлоса, для специализации в области педагогики визуальных искусств и хореографии. От этой карьеры она отказалась на втором курсе. Приехав в Мадрид, работала в гостиничном бизнесе и даже была работницей конвейерной линии.
Забросив учёбу, она переехала в Барселону, где и проживает в настоящий момент (2020). В 2017 г. полностью посвятила себя музыке, выпустив свой первый сборник «Эсмеральда» (Esmeralda).